# Marco Cannone
Marco Cannone (Milaan, 24 februari 1974) is een Italiaans voormalig professioneel wielrenner. Hij reed voor onder meer Amore & Vita en Lampre. Hij was een belangrijke knecht van Gilberto Simoni.

## Belangrijkste overwinningen
1996
- Milaan-Busseto
- 3e etappe Circuito Montañés

1997
- 1a tappa Giro d'Italia Elite Grosseto - Grosseto
- 7a tappa Giro d'Italia Elite Sassuolo - Romanengo
- Trofeo Internazionale Bazzigalupi
- Giro delle Tre Provincie

1999
- 1e etappe Ronde van de Limousin

## Grote rondes
1998
Giro d'Italia
1999
Giro d'Italia
Vuelta di Spagna
2000
Giro d'Italia
2001
Tour de France